# Гай Папий Мутил
Гай Папий Мутил (на латински: Gaius Papius Mutilus; † 80 пр.н.е.) e вожд на самнитите през Съюзническата война (90 – 88 пр.н.е.).
Папиите са самнитски род, произлизащ от Лавиниум, древен римски град в Лацио, Италия.
През 90 пр.н.е. той завладява Нола и други градове в Кампания. Напада римския консул Луций Юлий Цезар, но е победен от него. През 89 пр.н.е. е победен от Сула в Самниум и бяга в Езерния. Свързва се с популарския Гай Марий Младши. След връщането на Сула в Рим той е до 80 пр.н.е. в Нола. Проскрибиран е и се самоубива.
Прародител е на Марк Папий Мутил (суфектконсул 9 г.).